# Tuigage (rij- of trekdier)
De tuigage of het tuig van een trekdier, rijdier of lastdier is de  inrichting waarmee het dier wordt opgetuigd en aangespannen aan agrarische werktuigen of aan voertuigen zoals een kar of een wagen of een slee om het voorwaarts te trekken, en ook het tuig dat gebruikt wordt voor het dragen van lasten of ruiters plus het tuig dat gebruikt wordt ter besturing. Het is een samenstel van verstelbare leren riemen, touwen en kettingen, bijeengehouden door gespen en haken. Meestal wordt hier een tuig voor trekdieren bedoeld maar ook het harnachement van rijpaarden en het tuig van pakdieren kan men ertoe rekenen.

## Trekdiertuigage
Het trektuig kan onderverdeeld worden in drie hoofdonderdelen, te weten:
de tuigdelen waarmee een last of voertuig wordt getrokken (of achterwaarts bewogen), onderdelen kunnen zijn
- haam, een robuust ringvormig leren kussen met houten versterking en metalen beslag dat om de hals van een trekdier wordt aangebracht
- gareel een lichter ringvormig kussen met metalen beslag en ogen en haken om de hals van het trekdier.
- borsttuig, een zeer stevige en brede leren riem voor de borst van het trekdier en de riemen over de hals van het dier om het borstblad op zijn plaats te houden.
- schofttuig; op de schoft van het dier waaraan lussen zijn bevestigd die het lemoen dragen, wordt rond de buik vastgemaakt met een singel (buikriem).
- borstriem, dat het schoftzadel bindt aan de borst van het dier en dat voorkomt dat het schoftzadel naar achter schuift.
- kruisriem, een riem, voor het omhoog houden van de strengen, die op de achterhand dwars over de rug van het paard ligt.
- staartriem, dat het schofttuig verbindt aan de staartwortel en voorkomt dat het schofttuig naar voren schuift.
- singel, de buikriem die het schoftzadel bindt aan de torso van het dier.
- strengen, waarmee een last getrokken wordt.
- broek, de broekriem voorkomt dat het voertuig tegen de achterkant van het dier rolt tijdens afdalingen, vertraging en halthouden.
- lichtogen, stevige leren lussen, bevestigd aan het schofttuig, waarmee de bomen van het lamoen omhoog gehouden worden.

De tuigdelen die dienen om het dier te kunnen sturen, onderdelen kunnen zijn
Het hoofdstel, wordt gebruikt om het dier te sturen of mennen; het bestaat uit:
- leidsels, lopen van het hoofdstel naar hand van de menner.
- bit, trens of stang, mondstuk dat op de gevoelige lagen tussen de tanden en de kiezen van het paard ligt
- bakstuk
- frontriem
- keelriem
- neusriem
- lepel (alleen bij tuigpaarden)
- oogkleppen (alleen bij tuigpaarden, of bereden politie)
- opzetteugel
- windveren

De onderdelen waarmee het voertuig wordt bevestigd aan het trekdier, onderdelen kunnen zijn
- disselboom, een lange, stevige balk die is bevestigd aan het draaibare deel met de voorste as.
- evenaar, een korte beweeglijke ijzeren stang of houten balk die krachten met elkaar in evenwicht houdt. De krachten die 'vereffend' worden, kunnen de krachten zijn van de twee strengen waarmee het dier trekt of, als er sprake is van meerdere dieren, de krachten van twee andere evenaars. De evenaar (vereffenaar) gaat in de bochten mee, en gaat mee met de bewegingen van het dier, zodat de kar of wagen altijd evenredig getrokken wordt. Ondersoorten zijn:
  - haamhout, een evenaar die direct door het trekdier wordt getrokken.
  - zweng of zwenghout, een evenaar die door twee andere evenaars wordt getrokken.
  - vaste evenaar, een evenaar die onbeweeglijk aan het te trekken object vastzit.
- juk, op de nek van de trekdieren zoals twee ossen waaraan de disselboom wordt verbonden.
- lamoen, een set of raamwerk met twee gebogen houten of metalen balken waartussen het paard wordt ingespannen.

Soorten trekdiertuigage zijn: sleeptuig, galatuig, arrentuig, ploegtuig, sledehondtuig.

## Rijdiertuigage
Voor het berijden van dieren wordt meestal een hoofdstel en een zadel gebruikt.
Het hoofdstel bestaat uit:
- bit (Een nieuwe ontwikkeling is een bitloos hoofdstel, waarmee door middel van druk op de neus wordt gestuurd.)
- teugels, lopen van het bit naar hand van de ruiter
- neusriem, rondlopende riem ter hoogte van de neus van het dier
- halsriem, ligt direct achter de oren
- bakstukken, ter weerszijden van het hoofd
- keelriem, riem onder de keel; houdt het hoofdstel op zijn plaats
- frontriem, de riem boven de ogen
- windveren

De ruiter van het dier zit op een zadel.
Het zadel kan bestaan uit:
- de kamer, de holle voorkant van het zadel
- zitruimte, waarop de ruiter zit
- zweetbladen, deze komen het dichtst tegen de huid van het dier aan
- wrongen, om de knieën van de ruiter tegen te leggen
- beugelriemen en stijgbeugels
- staartriem, dat het zadel verbindt met de staartwortel en voorkomt dat het zadel naar voren schuift
- staartstuk, de rondgenaaide riem die onder de staart doorloopt
- borsttuig, verbindt het zadel met de borst van het dier en voorkomt dat het zadel naar achteren schuift
- singel, buikriem die het zadel verbindt met de torso van het dier
- sjabrak of zadeldeken, beschermt het paard tegen drukkingen en kan zweet opnemen

Het is niet noodzakelijk een zadel te gebruiken om een dier te berijden. Rijden kan ook gedaan worden zonder zadel of met alleen een deken. Deze manier van berijden geeft meer direct contact met het dier maar biedt minder stabiliteit en houvast aan de ruiter en is daardoor voor ongeoefenden veel vermoeiender.
Soorten rijdiertuigages zijn: rijzadel, longeertuig, voltigetuig.

## Lastdiertuigage
Voor het laten dragen van lasten door dieren wordt meestal een pakzadel gebruikt. Het leiden gaat meestal met een halster al dan niet voorzien van een bit of mondketting (bij paardachtigen) of neusring (bij ossen), of neuspin (bij kameelachtigen). Met een halster een wordt een 'hoofdstel' zonder bit bedoeld dat dieren wordt aangedaan om hen te leiden of vast te zetten. 
De last rust op de rug van het dier op een pakzadel.
Het zadel kan bestaan uit:
- de kamer (holle voorkant van het pakzadel).
- zweetbladen (komen tegen de huid van het dier aan).
- staartriem, dat het pakzadel bindt aan de staartwortel en voorkomt dat het pakzadel naar voren schuift.
- borsttuig, dat het pakzadel bindt aan de borst van het dier en dat voorkomt dat het pakzadel naar achter schuift.
- singel, dat het pakzadel bindt aan de buik van het dier.

Soorten lasttuigages zijn: paktuig, pakzadel. 

## Gebruik in het verleden
Oorspronkelijk bevestigde men waarschijnlijk een simpele leren riem om de hals van de trekdieren. Toen men ontdekte dat het gebruik van de borst de trekdieren in staat stelde om veel meer kracht over te brengen, werd het mogelijk doelmatiger van hun trekkracht gebruik te maken. Het betekende een verbetering in het welzijn van de dieren omdat hun lichaamsbouw eigenlijk niet bijzonder geschikt is om lasten te trekken met hun nek.

## Trivia
- Het woord 'tuigage' is het meest bekend vanuit de scheepvaart, met name het zeilen. Zie Tuigage (schip)

## Fotogalerij rijdiertuigages

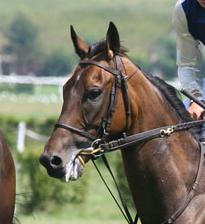
Een hoofdstel met een thiedeman (hulpteugel)
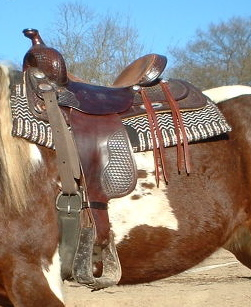
Een westernzadel met zadelknop
Veelzijdigheidszadel met omhooggeschoven stijgbeugels
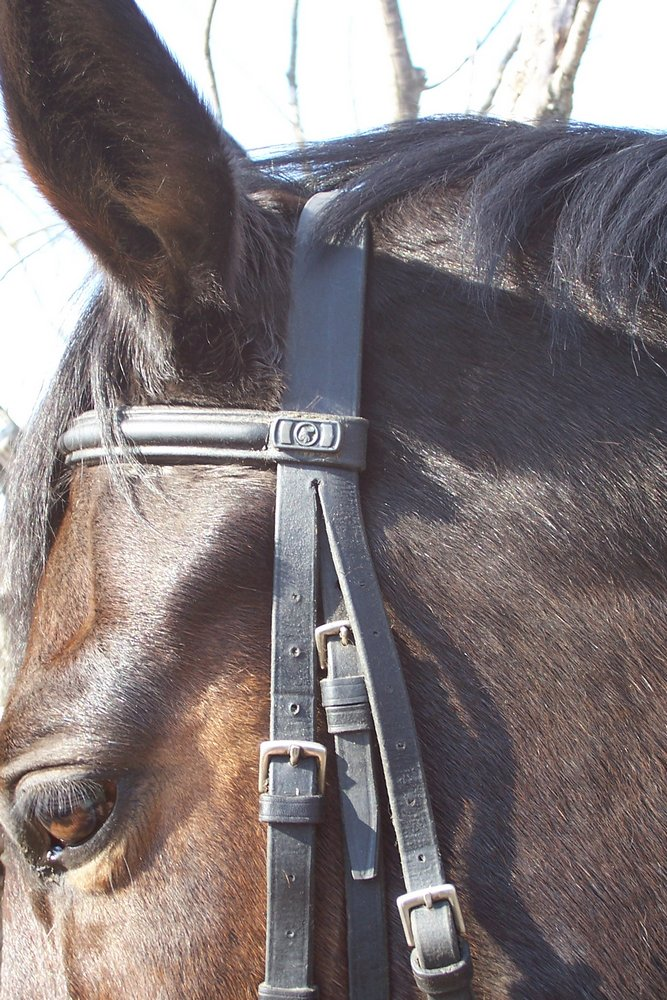
Detailopname van een Engels hoofdstel
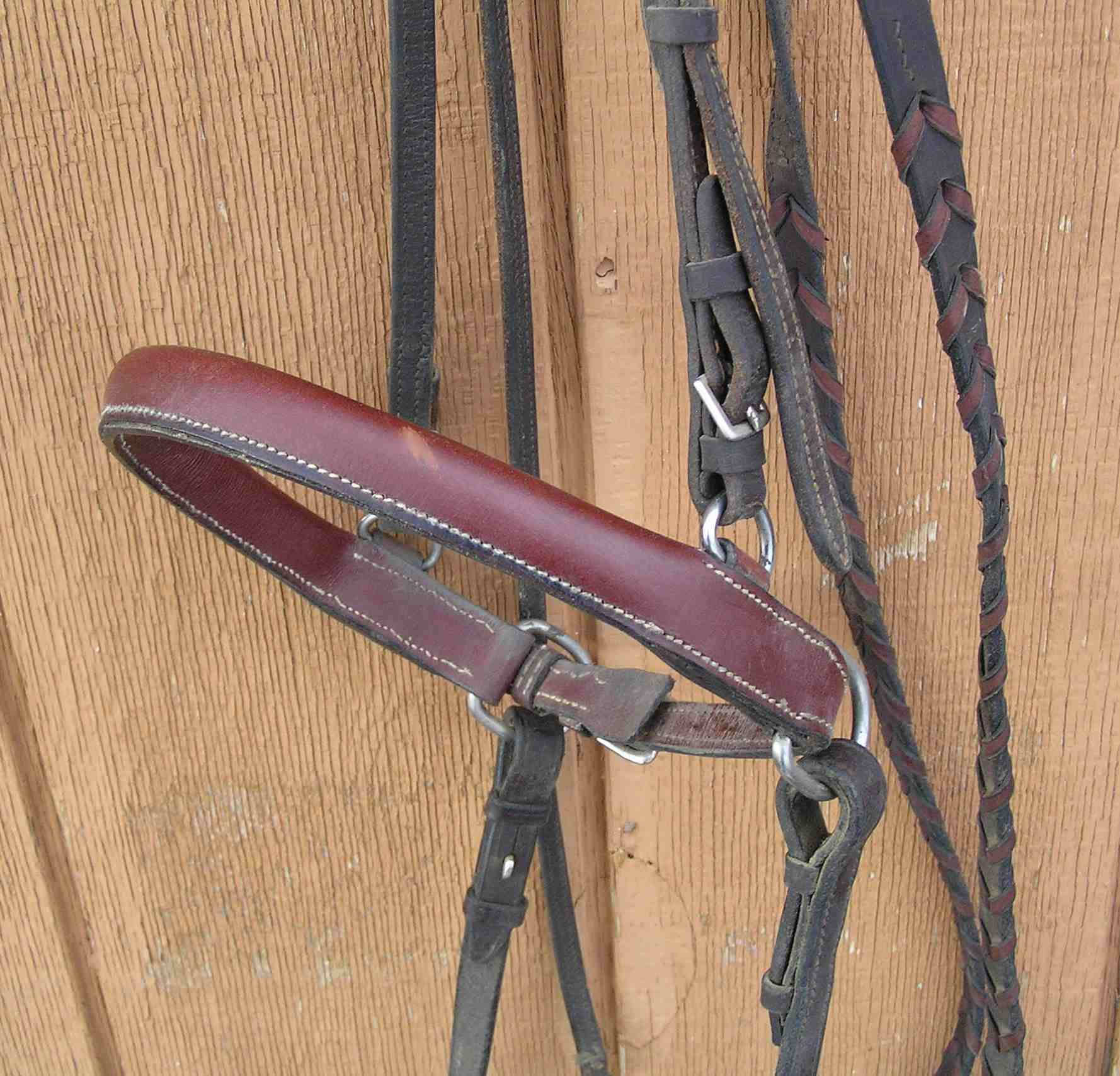
Neusriem van een bitloos springhoofdstel
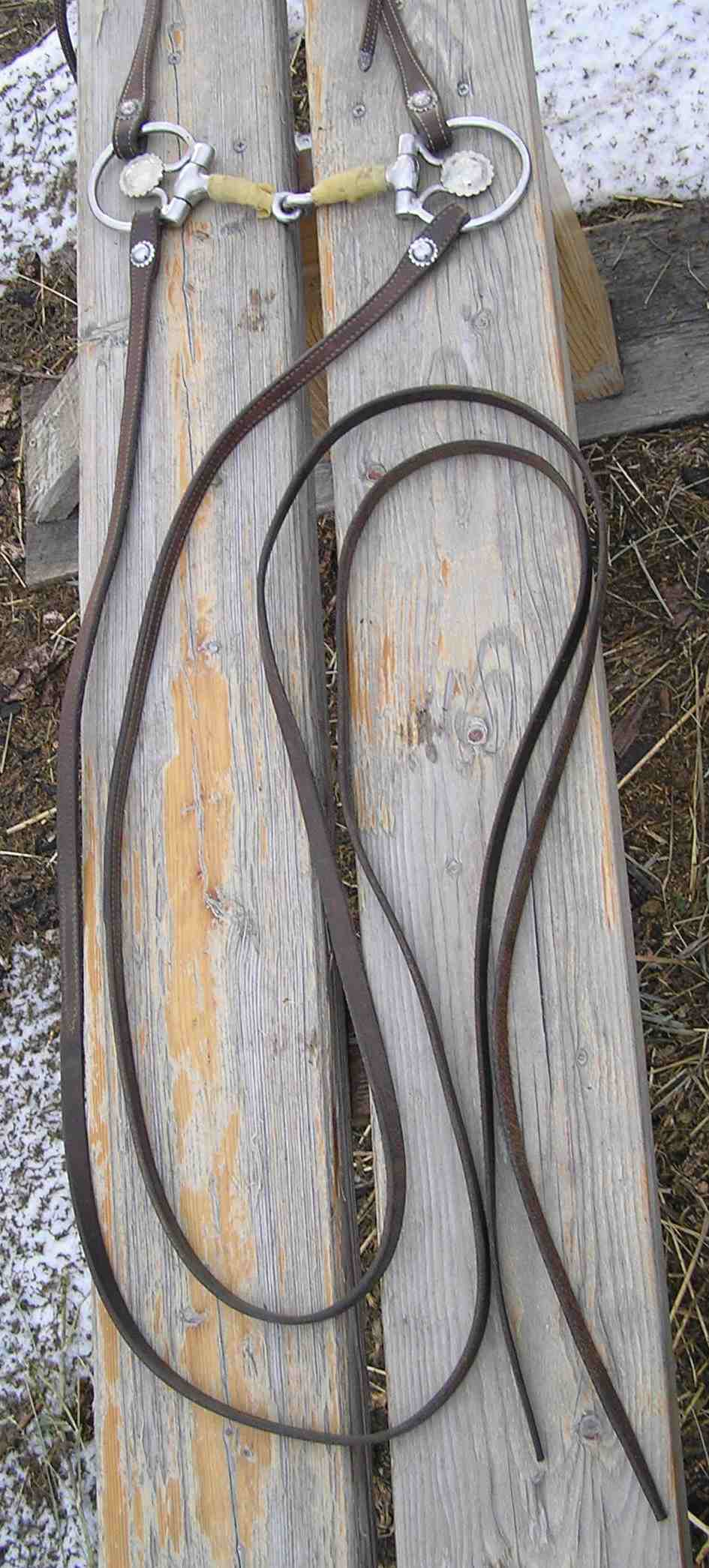
Westernteugels zijn niet aan elkaar verbonden
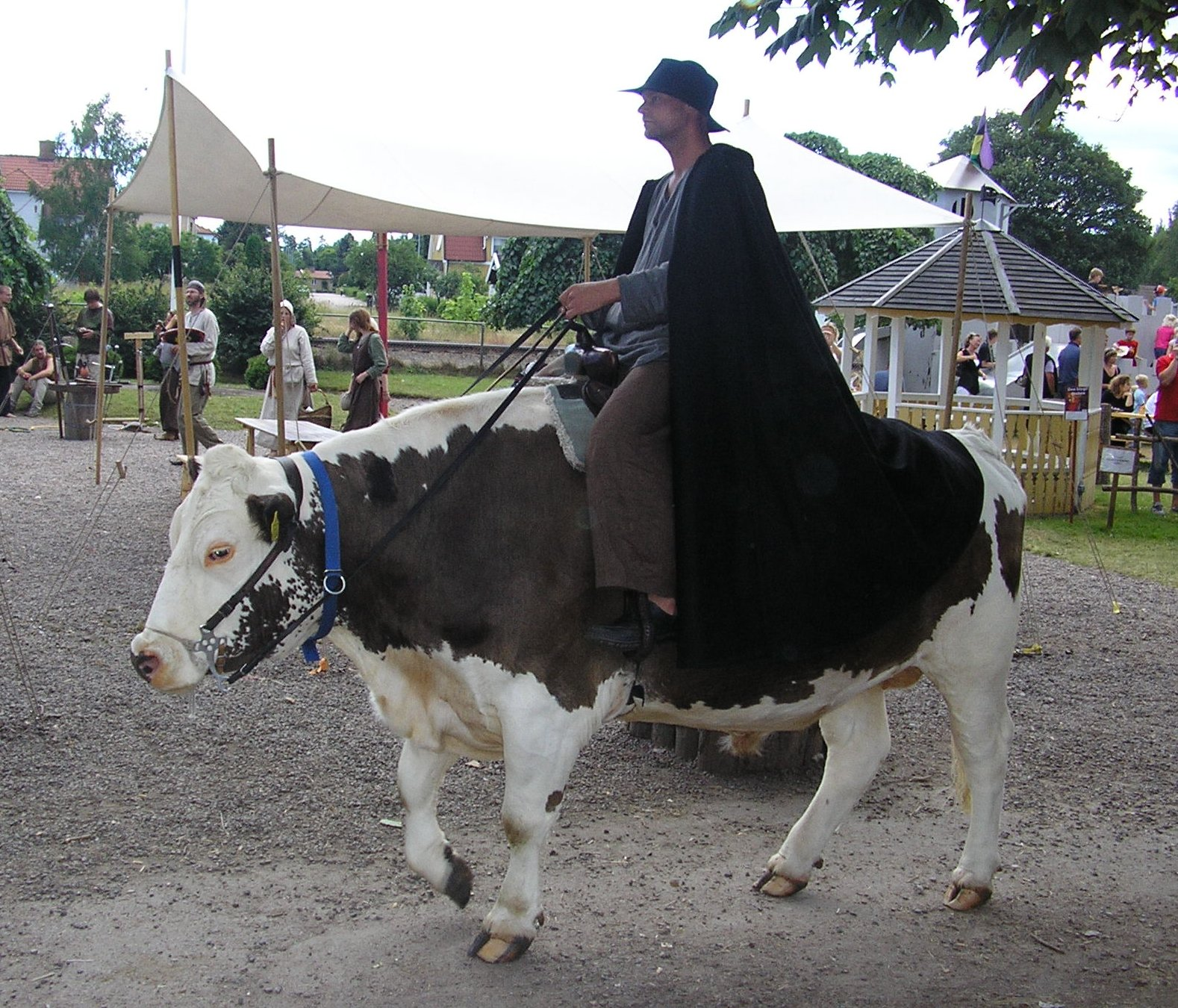
Ruiter op een os in Hova, Zweden
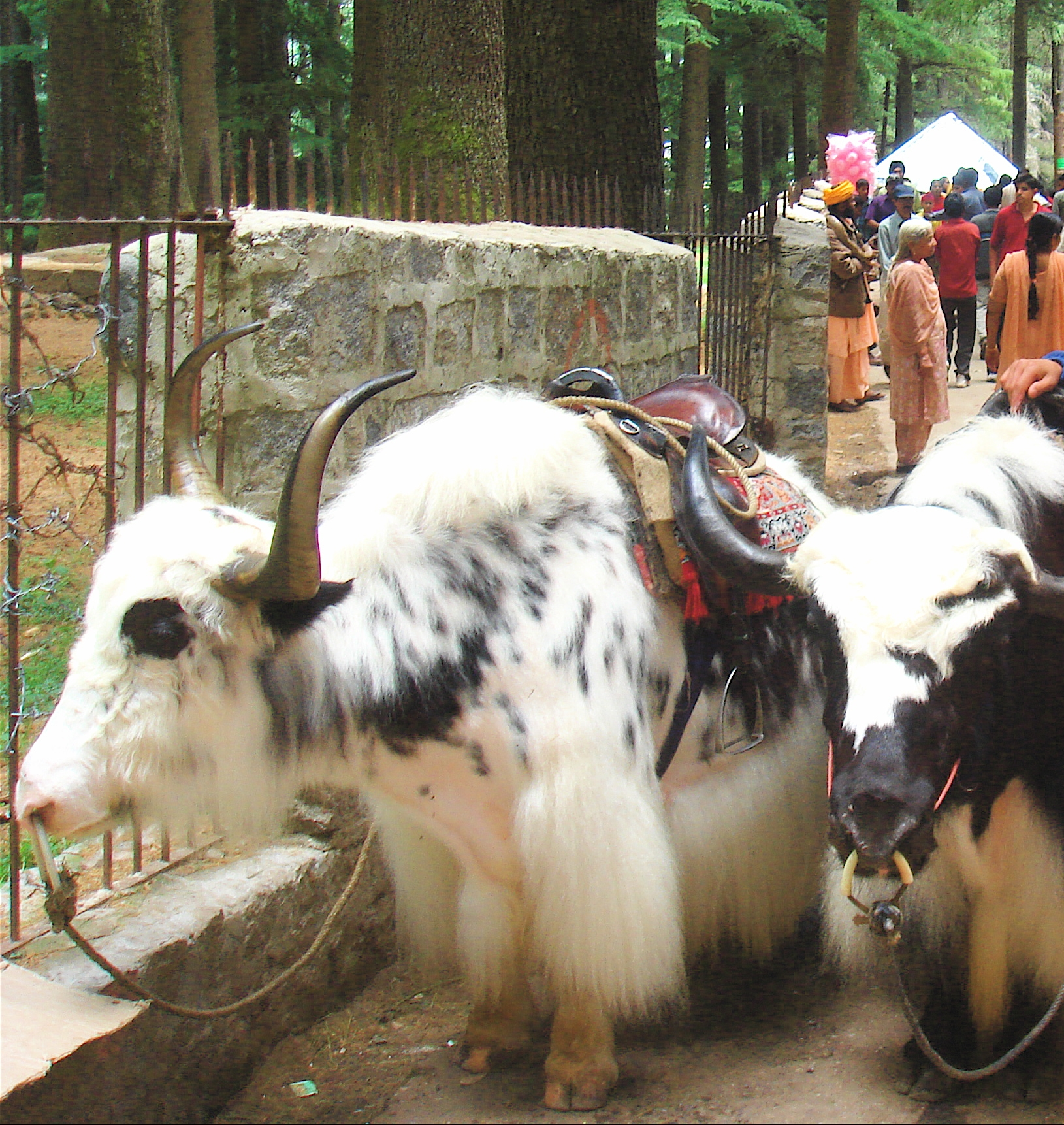
Gezadelde jaks in Manali, India
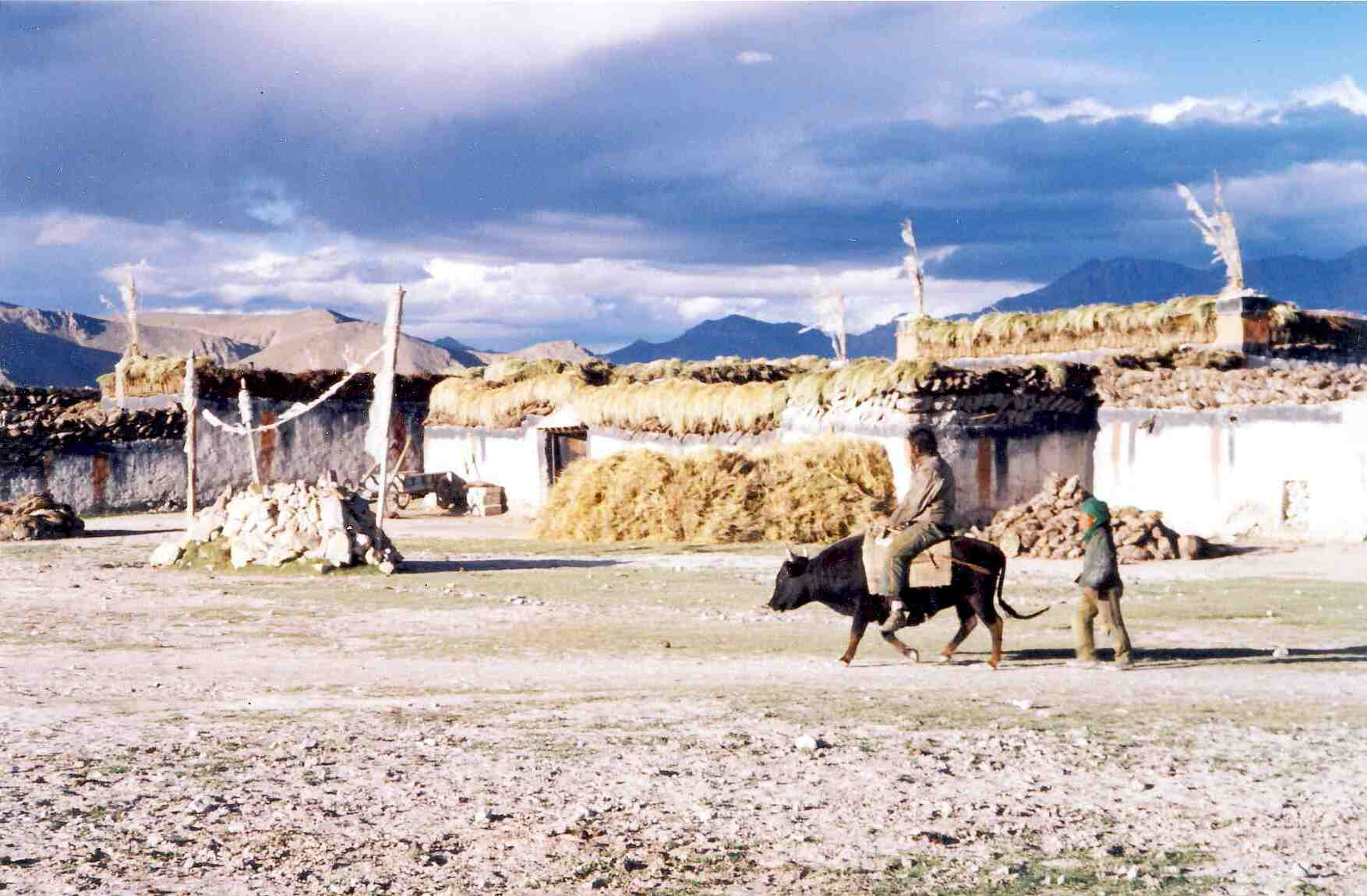
Ruiter op een jak. Tibet. 1993
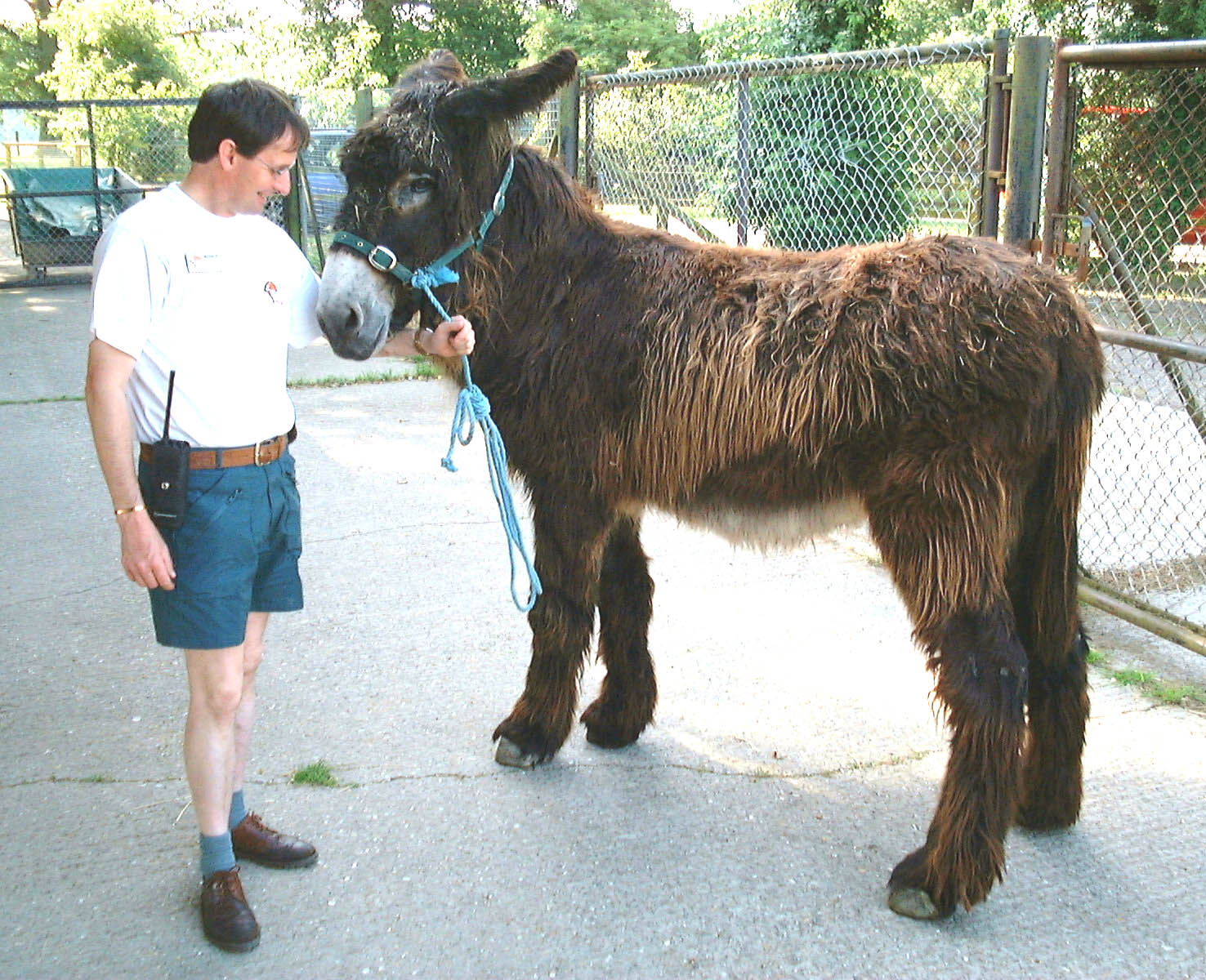
Ezel met halster
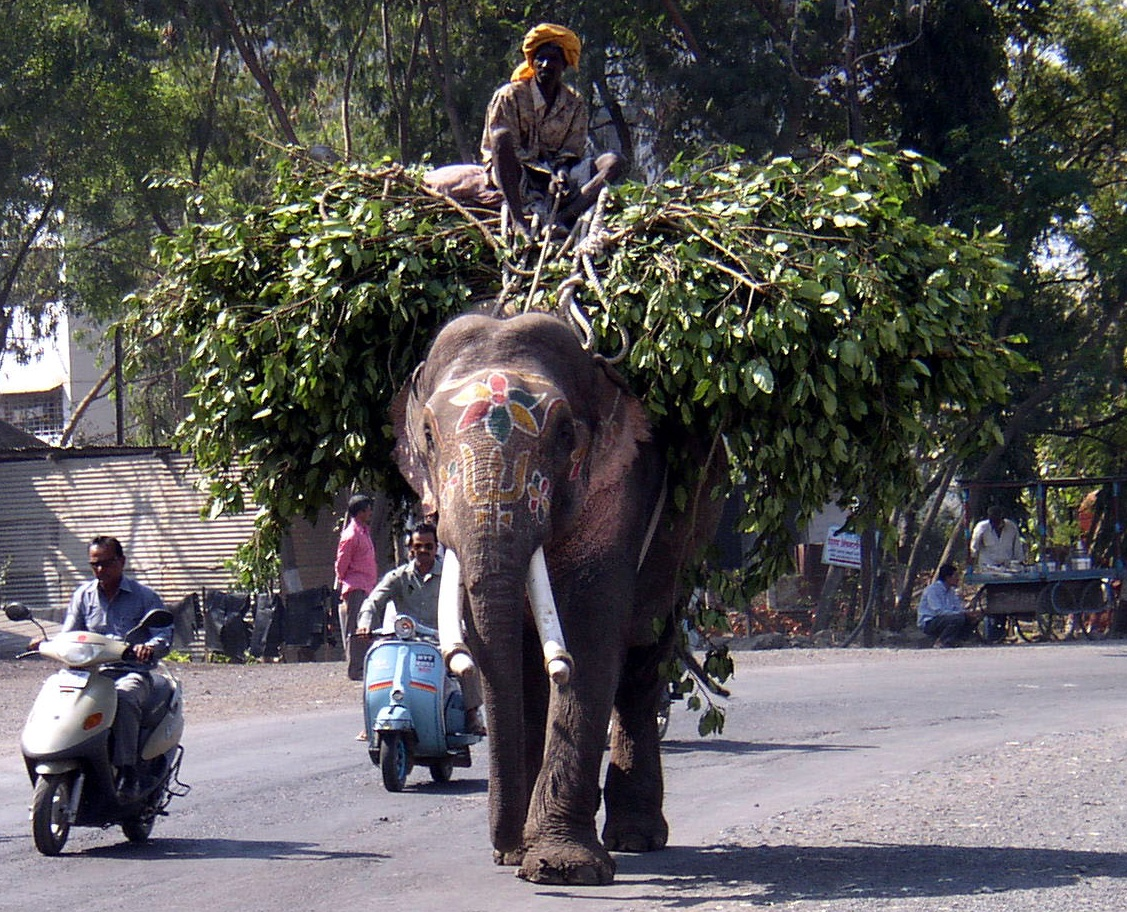
Ruiter op olifant, India
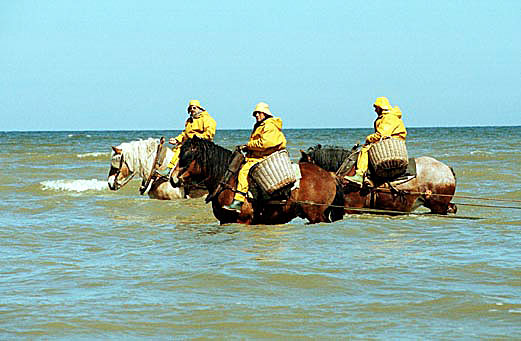
Paardenvissers
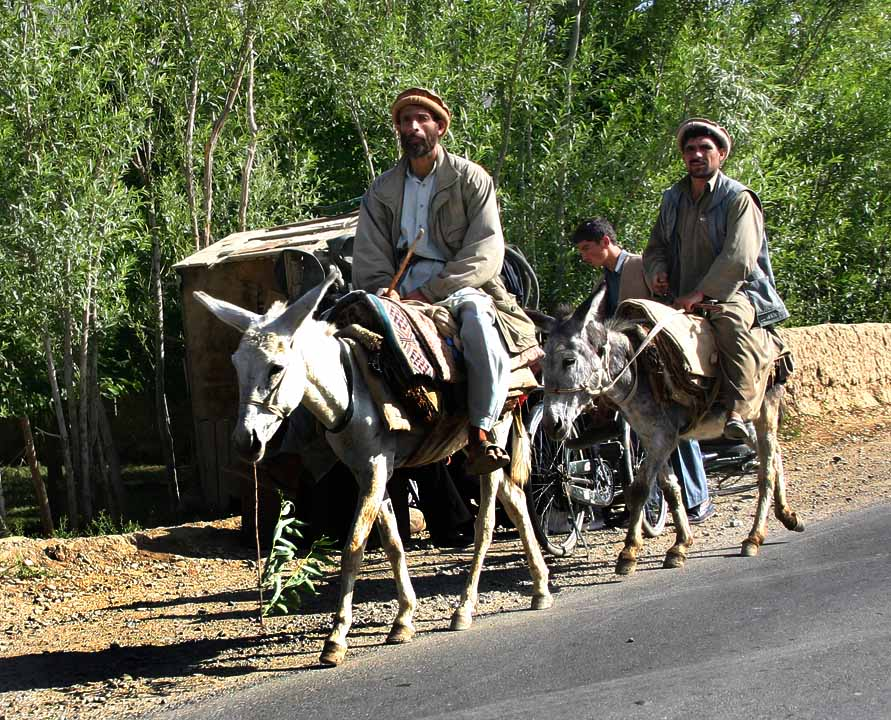
Afghanistan, ruiters op ezels
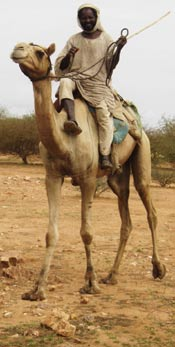
Ruiter op een dromedaris

## Fotogalerij trekdiertuigages

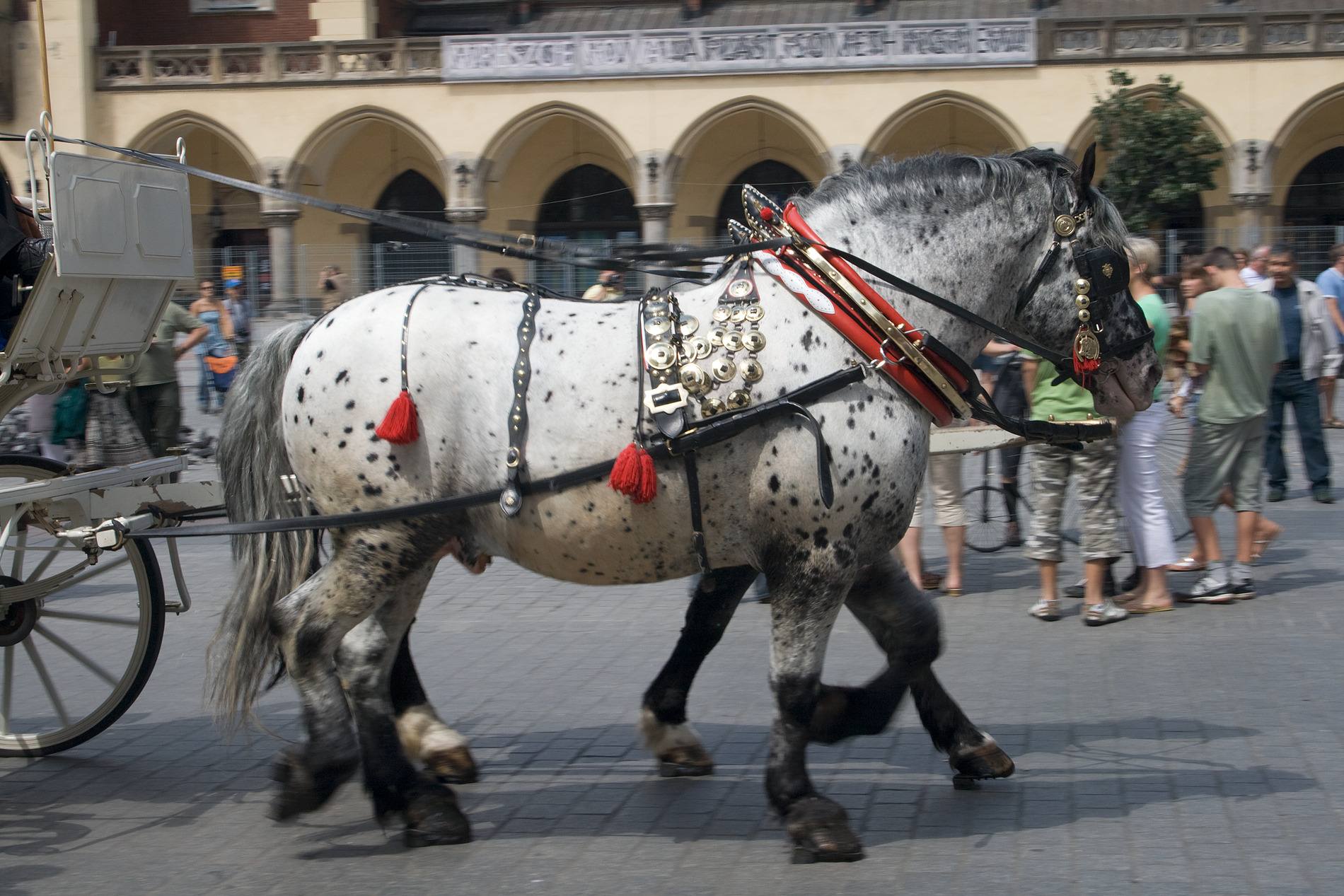
Aanspanning met gareeltuig
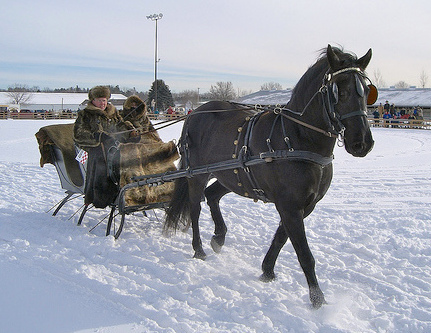
Paard met borsttuig voor een slee
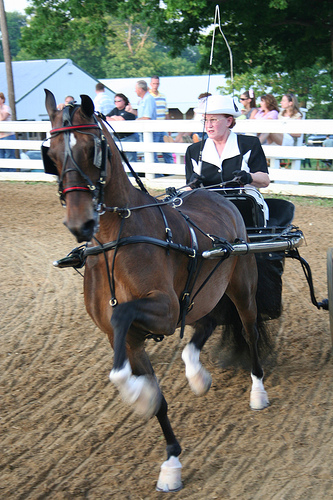
Galatuig
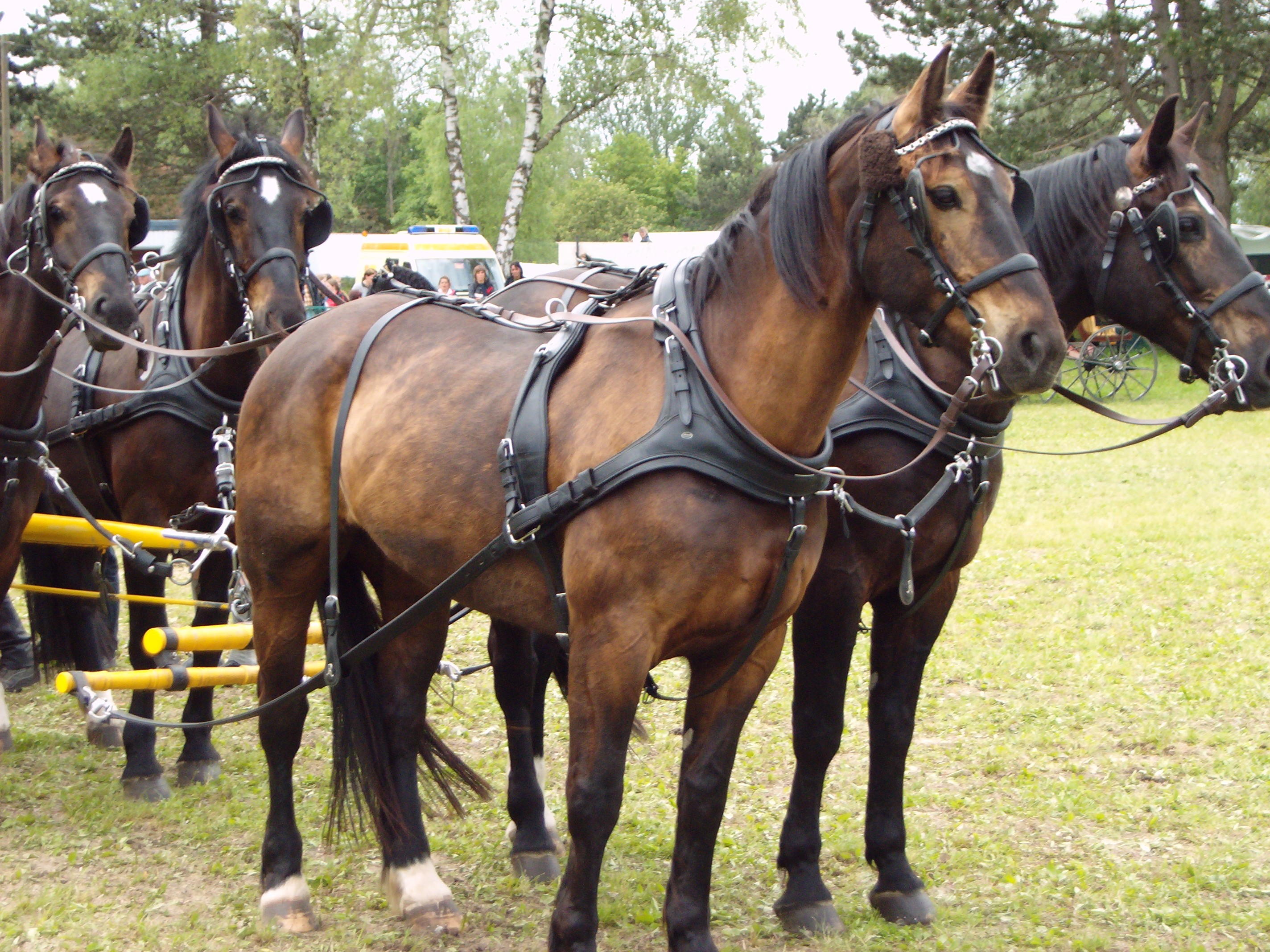
Koetstuig
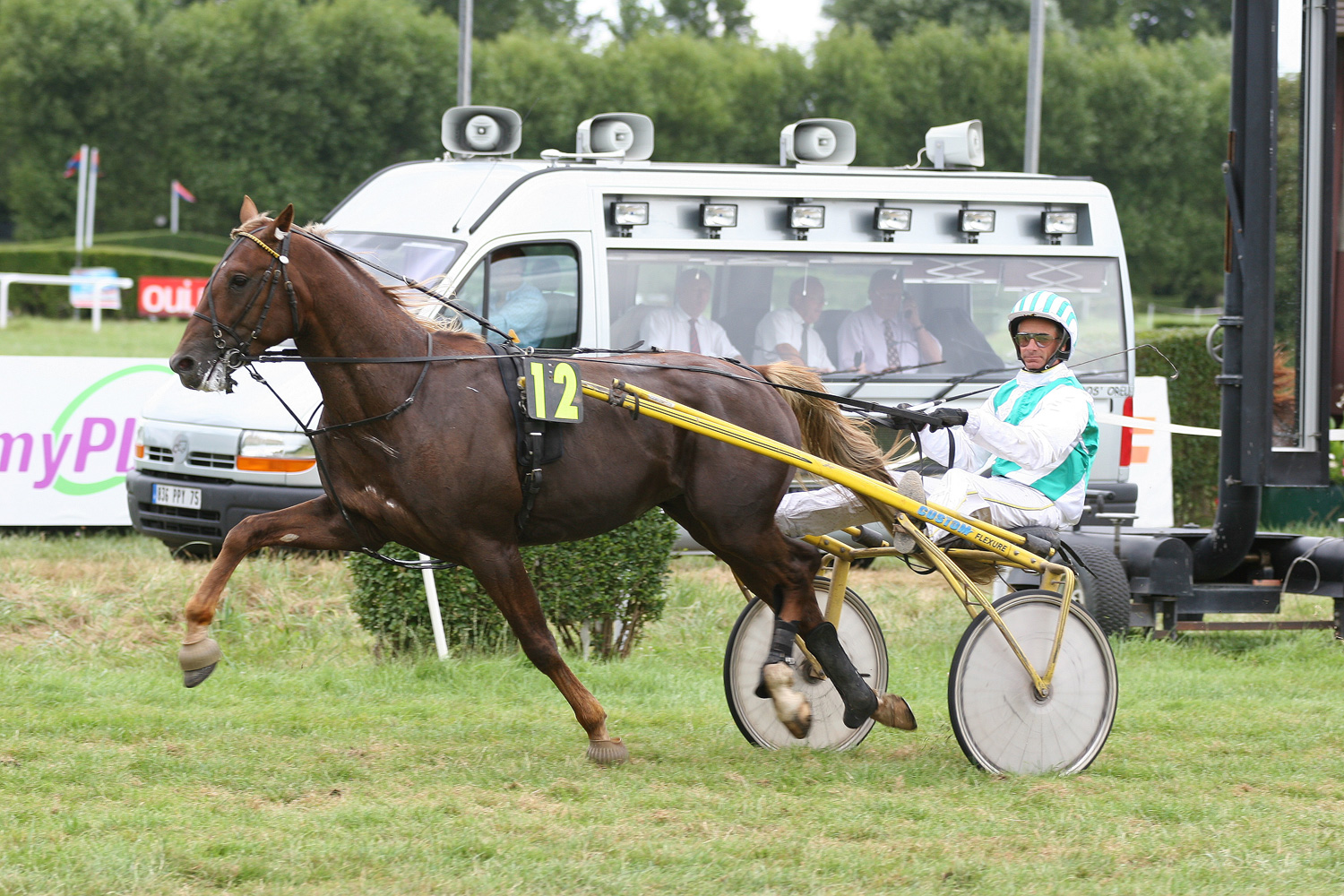
Racetuig
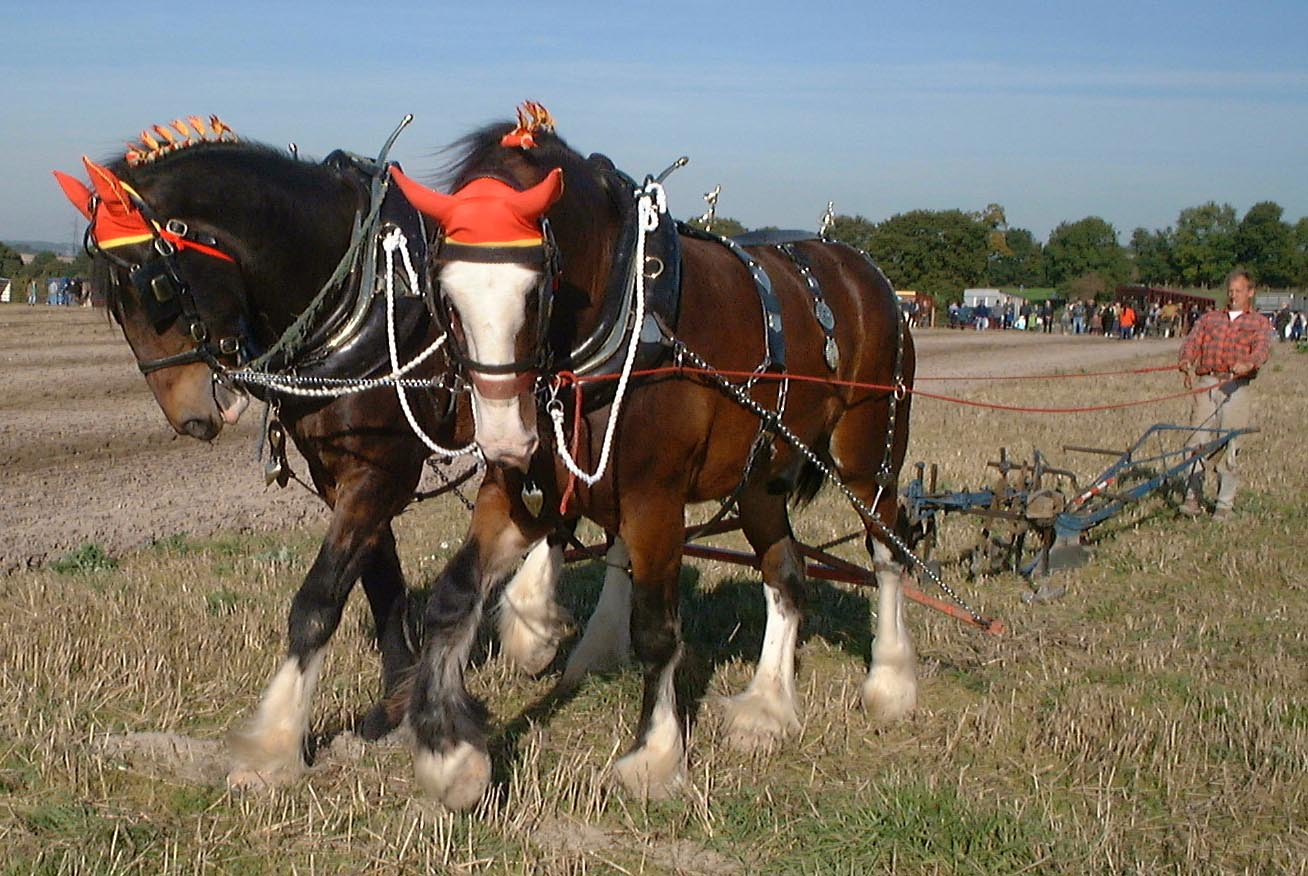
Ploegtuig
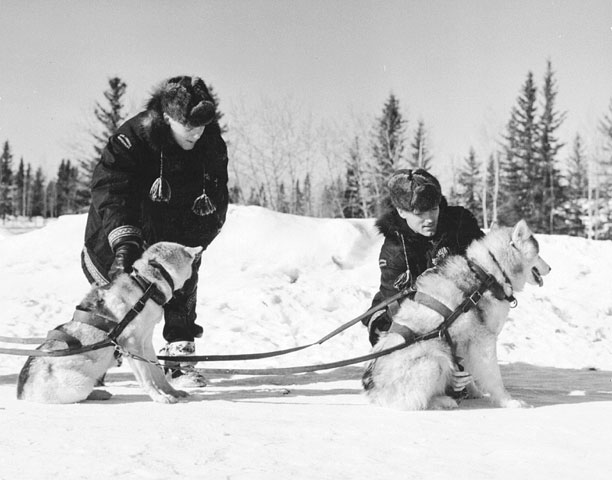
Ingetuigde sledehonden
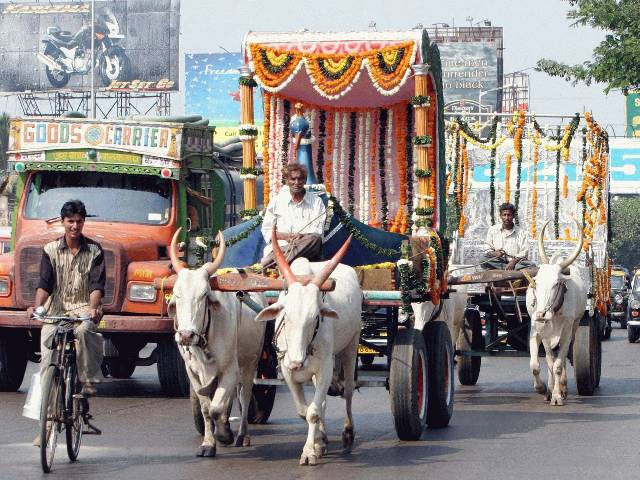
Ossen met juk Mumbai, India
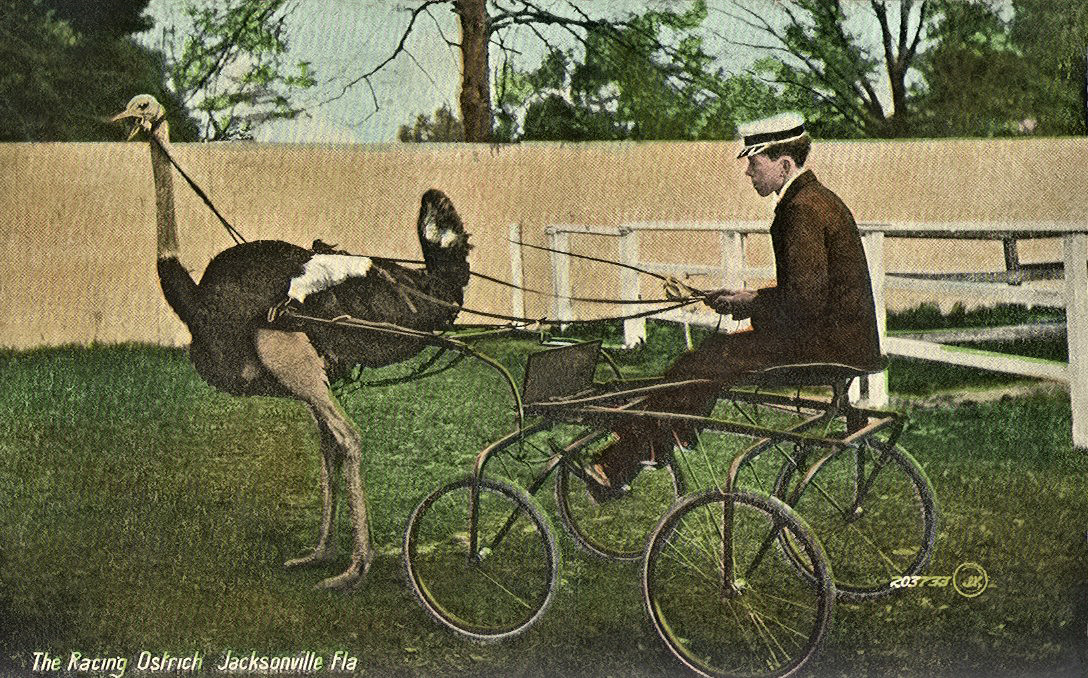
Struisvogel met trektuig
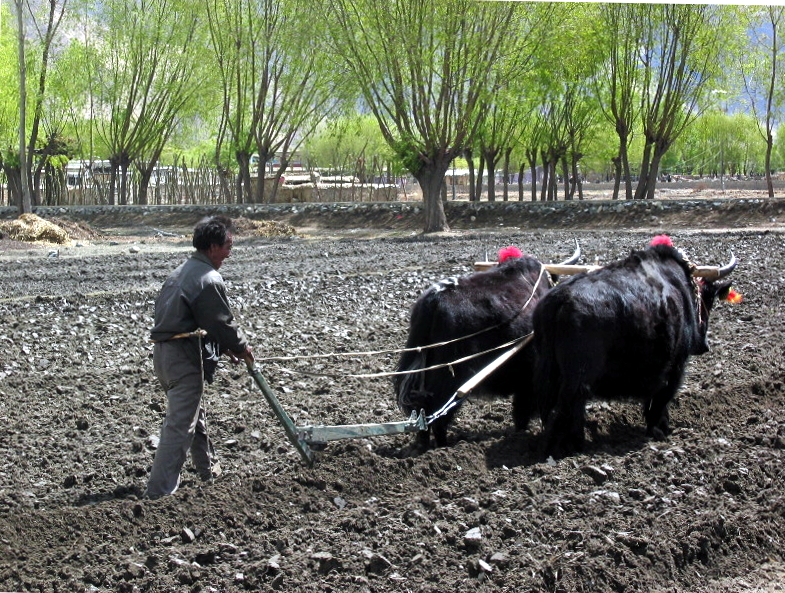
Jaks met ploegtuig
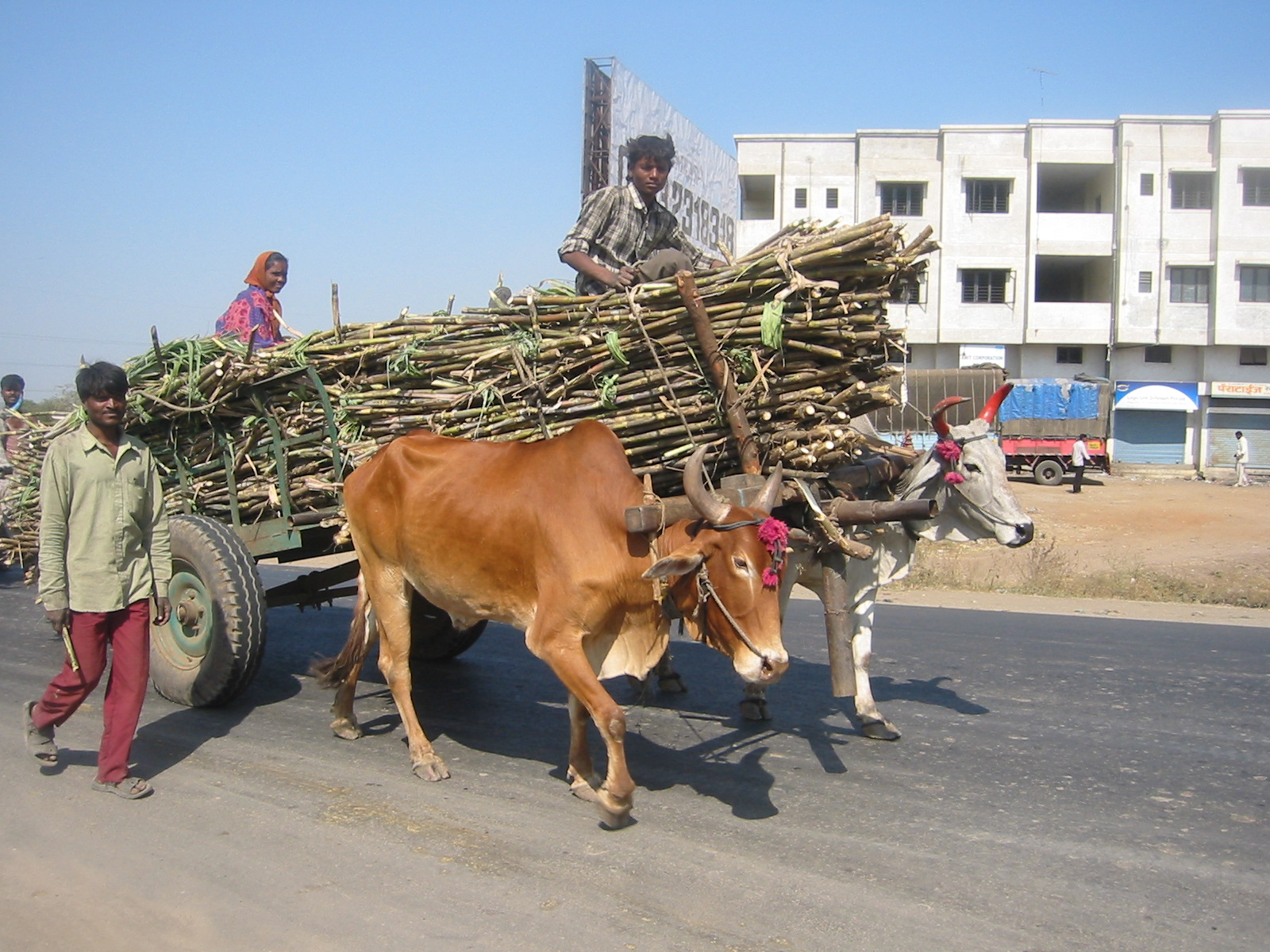
Ossen als trekdier
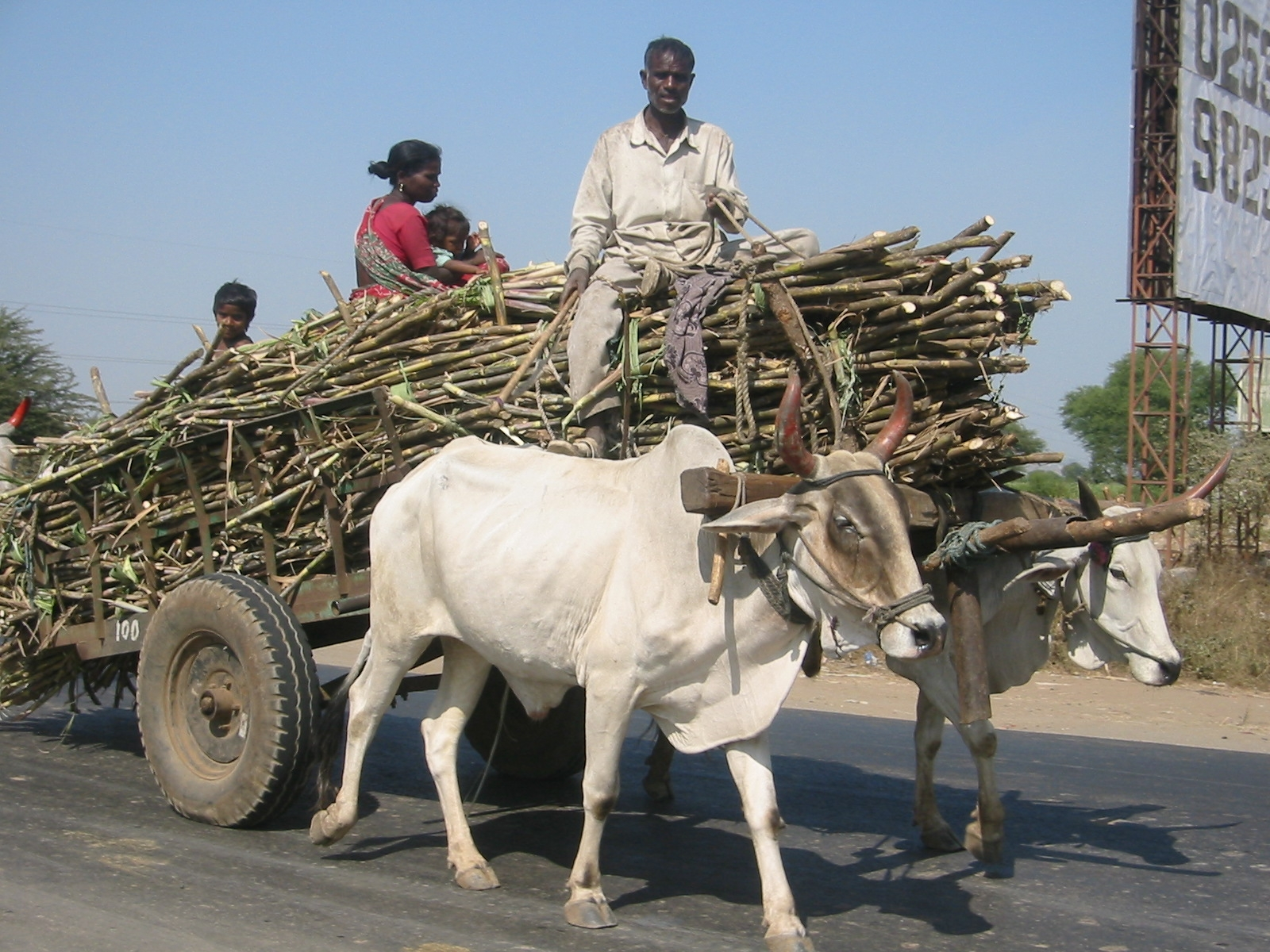
Ossen trekken suikerriet
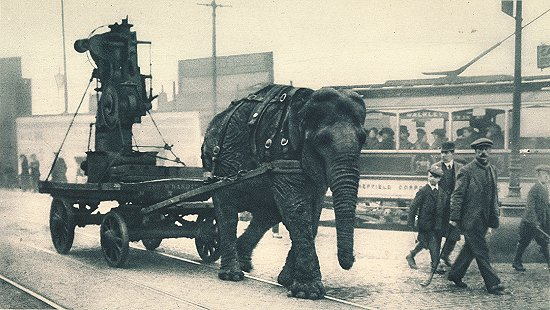
Olifant met trektuig
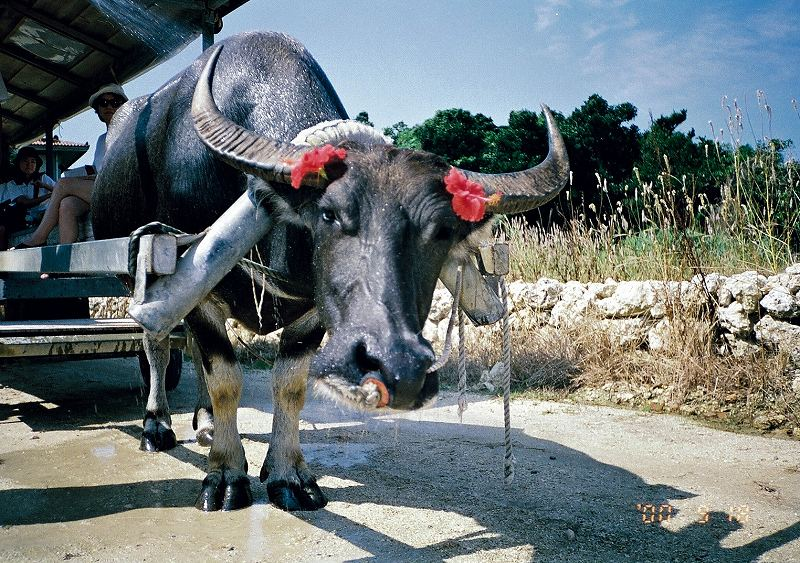
Waterbuffel met trektuig, Japan
Sledehonden met trektuig, Alaska

## Fotogalerij lastdiertuigages

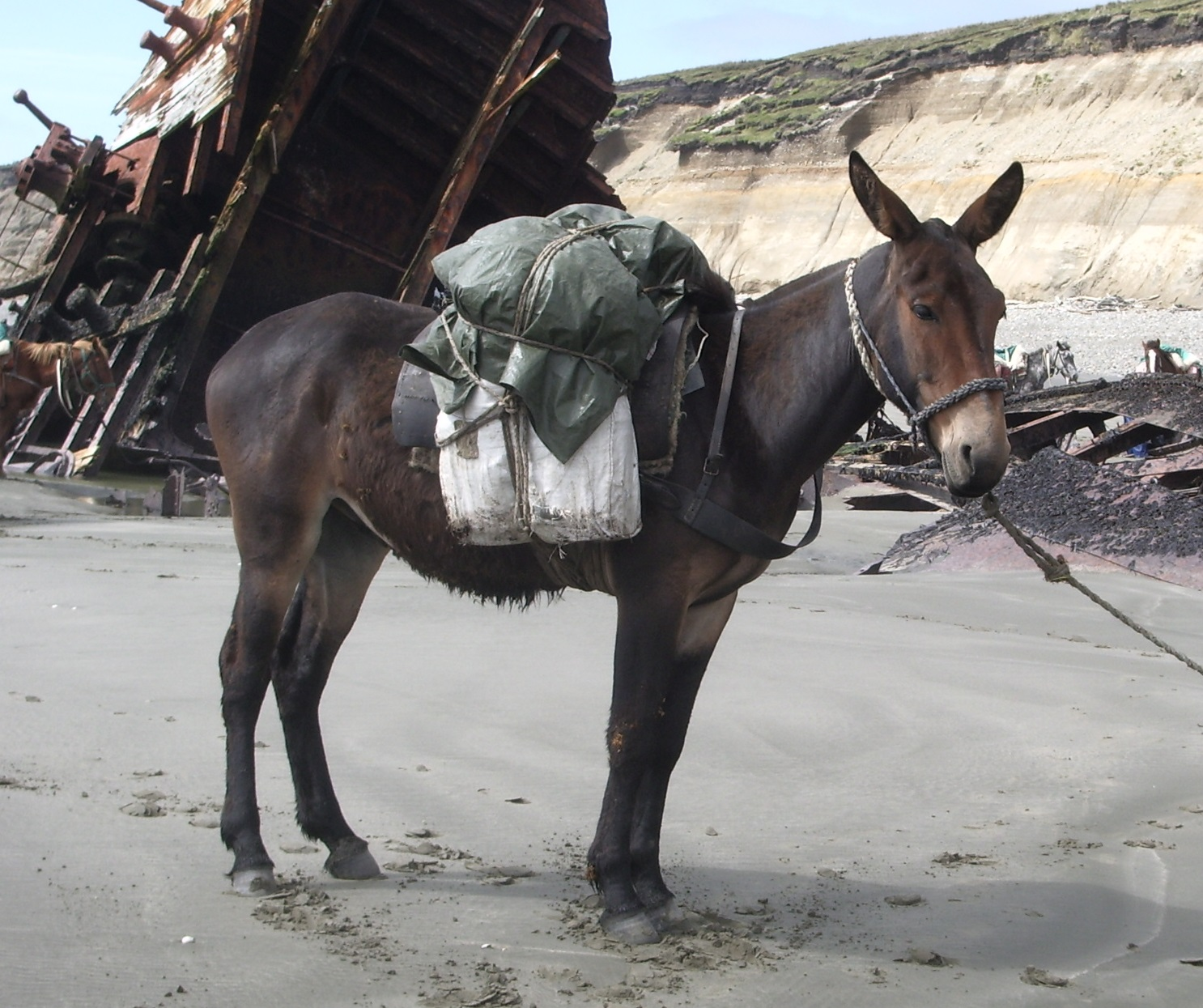
Pakezel in Argentinië
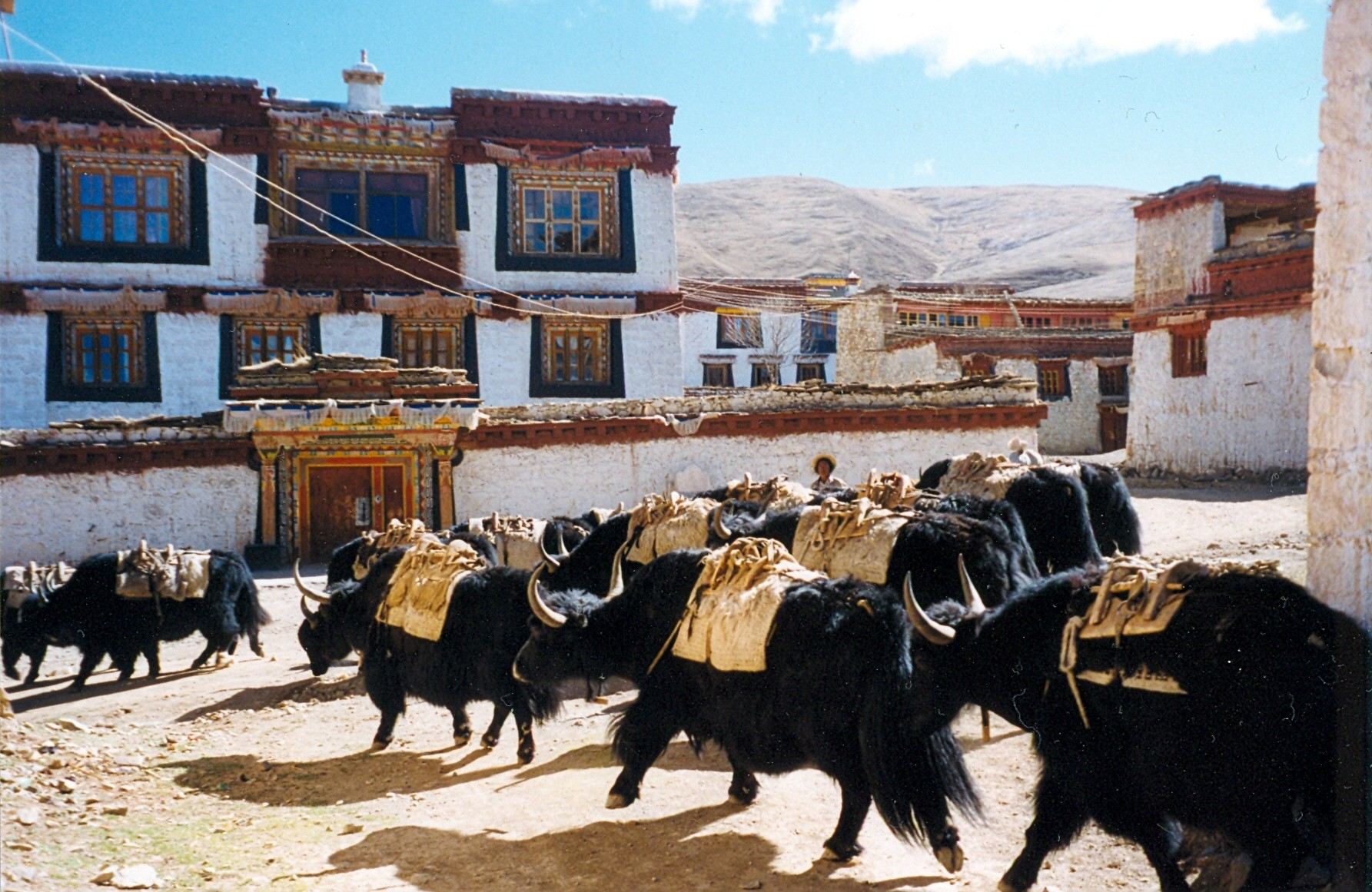
Een karavaan jaks bij het klooster Thupten Jampaling bij Litang in Sichuan, China
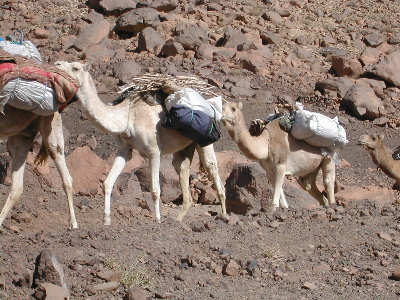
Dromedarissen in Algerije
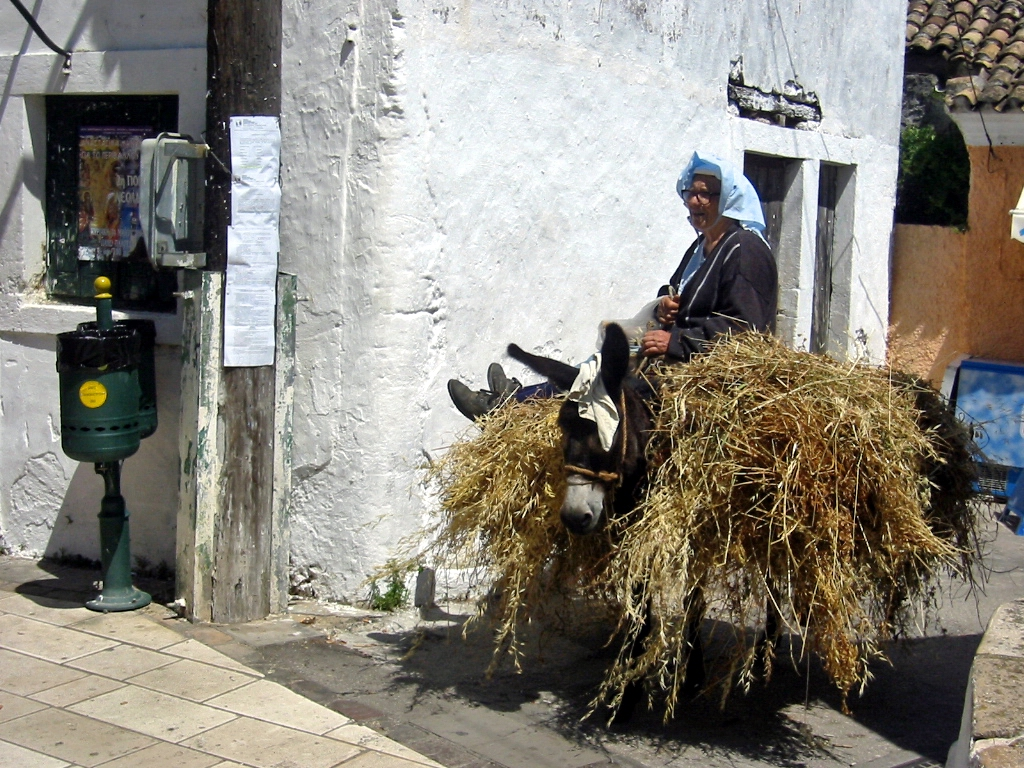
Pakezel in Corfu
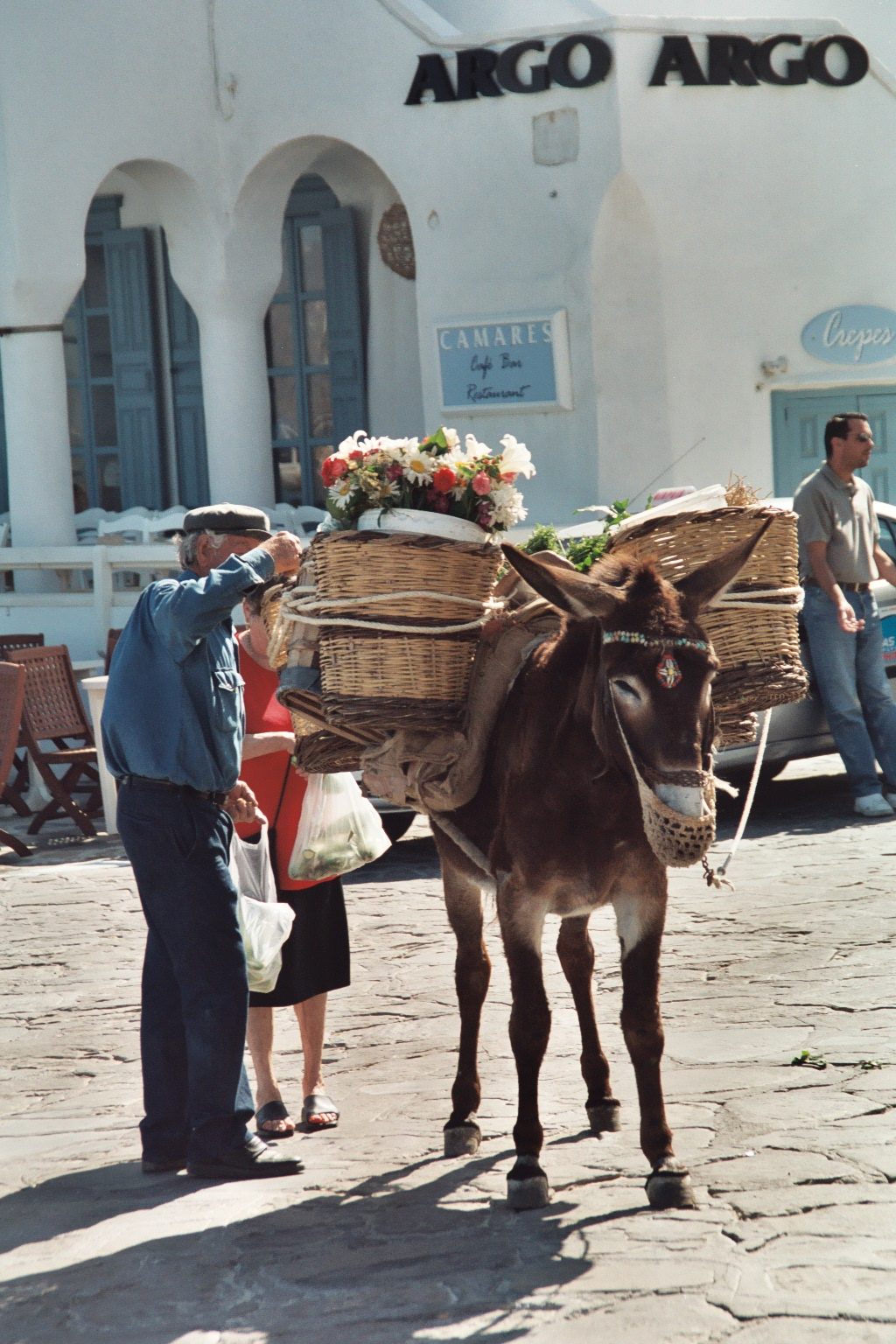
Pakezel in Mykonos